# Callinectes bellicosus
La jaiba café, guerrera, verde o jaibón (Callinectes bellicosus) es un crustáceo decápodo de aproximadamente 115 mm de ancho de caparazón o cefalotórax. Es una especie comercial presente en aguas del pacífico mexicano, importante para la economía de la región. Fue descrito por Stimpson en 1859.

## Distribución
El Callinectes bellicosus se encuentra presente en la zona costera del litoral del Océano Pacífico mexicano y el Golfo de California. Presenta una distribución y abundancia diferenciada en estas costas. Se le puede encontrar desde la zona norte en el Mar de Cortés o Golfo de California en el Estado de Baja California Sur, hasta costas sureñas de Nayarit, Oaxaca y Chiapas. Esta especie de jaiba representa el 75% de la captura total de jaiba en México.